# Parti du peuple (Syrie)
Pour les articles homonymes, voir Parti du peuple et Parti populaire.
Le Parti du peuple ou Parti populaire (en arabe : حزب الشعب romanisation ALA-LC : Ḥizb al-Shaʻb) était un parti politique syrien, fondé en 1925 dans l'État d'Alep du Mandat français en Syrie. Il fut dirigé par Abd al-Rahman Shahbandar qui participa activement à sa création.
Jusqu'en 1948, le Parti du peuple a fait partie du Bloc national. En 1948, le Bloc national se renomme Parti national et le Parti du peuple se sépare de lui. Le Parti du peuple devient un parti de l'opposition.